# Cloud Connected
Cloud Connected est le premier single de In Flames pour l’album Reroute To Remain.